# Piel de cobre
Piel de cobre es el nombre del cuarto álbum de estudio del grupo de heavy metal colombiano Kraken. Fue lanzado al mercado el 4 de noviembre de 1993 a través de Discos Fuentes. El primer sencillo del álbum fue «Lenguaje de mi piel». Su segundo sencillo fue «Piel de cobre».
Las letras del disco, compuestas por su líder Elkin Ramírez, se enfocaron en acontecimientos mitológicos y culturales de las principales culturas prehispánicas adicionalmente se agregó sonidos de instrumentos propios de los pueblos aborigen, lo anterior ha hecho que se considere este disco el primer trabajo conceptual de la banda y uno de los primeros en su tipo realizados en Colombia y América Latina; de este trabajo emanaría su primer éxito internacional con el tema «Lenguaje de mi piel».

## Preparación y recepción
Para el año 1993 la agrupación continua sus actividades artísticas cumpliendo con cada uno de sus compromisos, de forma paralela se preparaba el nuevo material para su cuarta producción. La propuesta nace por parte de Elkin Ramírez y logra tener gran aceptación y credibilidad en el bajista fundador Jorge Atheortua. Entre ambos lideran la nueva producción, que finalmente salió a la venta en octubre de 1993.  Durante la grabación el guitarrista fundador, Hugo Restrepo, abandona la banda y es reemplazado inmediatamente por el músico Federico López, teclista, segunda guitarra y quien es también el productor e ingeniero de grabación del álbum. 
Para el concepto de este álbum la propuesta se enmarca primordialmente en un homenaje a las culturas mesoamericanas más relevantes Maya, Azteca e Inca. Fueron 2 años dedicados al estudio de sus costumbres y dialectos para llegar a su conceptualización, por ello se incluyeron términos fonéticos de sus lenguas madres en canciones como «Méxica», «Eres», «O'culto» y el tema homónimo del álbum, «Piel de cobre».
En una entrevista para Raúl “Akira” Álvarez Gómez de España Elkin Manifestaría.

Dándole continuidad a la  temática y a la intención artística musical de Kraken, aproveché el momento histórico en el marco de la celebración de los 500 años de descubrimiento de América 1492 – 1992, me encerré a componer un nuevo álbum que le hiciera homenaje a nuestras culturas mesoamericanas más relevantes, la Azteca, Maya e Inca. Para aquel entonces ya la primera alineación de la agrupación había tenido varias transformaciones y eran los 90, entonces debíamos pensar en revaluar nuestra propuesta y me decidí  crear una puesta en escena diferente que enriqueciera nuestro concepto rockero...

De manera paralela a su grabación y producción, Elkin Ramírez escribía y creaba el diseño para el montaje escénico coreógrafo–musical, que fue apoyado por el Ballet Folklórico de Antioquia, evento que se realizó para el lanzamiento en vivo de este álbum en el Teatro Metropolitano de Medellín, el 1 de diciembre de ese mismo año, este evento contaría con proyecciones de imágenes alusivas las culturas prehispánicas, estenografía emulando una  pirámide mesoamericana, tótems, interpretación en vivo de los instrumentos aborígenes incluidos durante  la grabación del álbum, bailarines folclóricos luciendo prendas indígenas que realizaban danzas y ritos nativos, apoyados por la música de Piel de cobre.
El tema «Lenguaje de mi Piel» se convertiría en un éxito, encabezando nuevamente las listas radiales juveniles y alternas a nivel nacional y llegando posteriormente al top 10 en la lista internacional del  Word Chart hispanoamericano, por tres semanas consecutivas, selección editada desde Los Ángeles (California en 1994).

## Lista de canciones
| N.º | Título                                   | Duración |  |
| 1.  | «América»                                | 05:50    |  |
| 2.  | «Lenguaje de mi piel»                    | 04:34    |  |
| 3.  | «Méxica»                                 | 03:10    |  |
| 4.  | «Sensibilidad»                           | 03:30    |  |
| 5.  | «O'culto»                                | 03:36    |  |
| 6.  | «Vive»                                   | 03:35    |  |
| 7.  | «Siempre»                                | 04:36    |  |
| 8.  | «Piel de cobre»                          | 04:21    |  |
| 9.  | «Eres»                                   | 03:50    |  |
| 10. | «Azul»                                   | 04:16    |  |
| 11. | «Lenguaje de mi piel» (Versión acústica) | 04:29    |  |

## Músicos
- Elkin Ramírez: letras, líricas y voz.
- Federico López: guitarra y teclados.
- Bayron Sánchez: guitarra acústica.
- Jorge Atehortua: bajo.
- Felipe Montoya y Carlos García: baterías.